# Prostata-Arterien-Embolisation
Die Prostata-Arterien-Embolisation (PAE) ist eine Behandlungstechnik der benignen Prostatahyperplasie (BPH), die weniger Nebenwirkungen verspricht. Sie basiert auf einem seit über zwei Jahrzehnten verwendeten Verfahren der interventionellen Radiologie, der Embolisation mit Partikeln, meist sogenannte Mikrosphären. Die Behandlung ist der Uterusmyom-Embolisation, die seit 1995 angewendet wird, sehr ähnlich, basiert auf dem gleichen Prinzip und läuft ähnlich ab.
Die PAE ist eine minimalinvasive kathetergestützte Behandlung, die über die Arterien erfolgt. Dabei werden superselektiv die Kapillaren und Präkapillaren der Prostata mit dem Embolisat verschlossen, was zur Schrumpfung des vergrößerten Prostatagewebes führt. Erste prospektive Studien zeigten eine ähnliche Effektivität der PAE im Vergleich zur TURP, wobei die PAE deutlich geringere Nebenwirkungen aufwies insbesondere hinsichtlich Inkontinenz und retrograder Ejakulation bei etwas geringerer Verbesserung des Harnflusses. Es werden jedoch noch größere Studien und längere Langzeitverläufe benötigt, um diese Ergebnisse zu bestätigen; ebenso ist der vermutete Vorteil der zweiseitigen gegenüber einseitiger PAE noch nicht abschließend geklärt.